# Гонкуровская премия лицеистов
Гонкуровская премия лицеистов (фр. prix Goncourt des lycéens) — французская литературная премия, основанная в 1987 году в качестве «младшей сестры» Гонкуровской премии, престижной премии по литературе на французском языке. Десять членов Гонкуровской академии выбирают 12 произведений в качестве номинантов. Около двух тысяч лицеистов (примерно эквивалентно старшеклассникам) читают все 12 романов, участвуют в обсуждениях и дебатах о них, а в конце обсуждения голосуют за победителя.
Несмотря на то, что премия носит название Гонкуровской академии, соревнование спонсируется и организовывается Министерством национального образования Франции и крупнейшим французским медиаритейлером фирмой Fnac, которая ставит своей целью подтолкнуть молодёжь к чтению.
Каждый год победитель объявляется в Рене, в тот же самый день, что и лауреат Гонкуровской премии, как правило это второй вторник ноября.

## Лауреаты премии
- 1988 — Эрик Орсенна, «Колониальная выставка» (фр. L'Exposition coloniale)
- 1989 — Жан Вотрен, «Большой шаг навстречу доброму Богу» (фр. Un grand pas vers le bon Dieu)
- 1990 — Франсуаза Лефевр, «Маленький принц-людоед» (фр. Le Petit Prince Cannibale)
- 1991 — Пьер Комбеско, «Дочери Голгофы» (фр. Les Filles du Calvaire)
- 1992 — Эдуардо Манет, «Остров зелёной ящерицы» (фр. L'Île du lézard vert)
- 1993 — Анна Вяземски, «Клыки» (фр. Canines)
- 1994 — Клод Пьюжад-Рено, «Мачеха» (фр. Belle mère)
- 1995 — Андрей Макин, «Французское завещание» (фр. Le Testament français)
- 1996 — Нэнси Хьюстон, «Инструменты тьмы» (фр. Instruments des ténèbres)
- 1997 — Жан-Пьер Милованофф, «Мастер павлинов» (фр. Le Maître des paons)
- 1998 — Люк Ланг, «Тысяча шестьсот животов» (фр. Mille six cents ventres)
- 1999 — Жан-Мари Лаклаветин, «Первая строка» (фр. Première Ligne)
- 2000 — Ахмаду Курума, «Аллах не обязан» (фр. Allah n'est pas obligé)
- 2001 — Шань Са, «Играющая в го» (фр. La Joueuse de go)
- 2002 — Лоран Годе, «Смерть короля Тсонгора» (фр. La Mort du roi Tsongor)
- 2003 — Янн Эпперри, «Фарраго» (фр. Farrago)
- 2004 — Филипп Гримбер, «Секрет» (фр. Un secret)
- 2005 — Сильви Жермен, «Магнус» (фр. Magnus)
- 2006 — Леонора Миано, «Черты наступающего дня» (фр. Contours du jour qui vient)
- 2007 — Филипп Клодель, «Мое имя Бродек» (фр. Brodeck's Report)
- 2008 — Катрин Кюссе, «Светлое будущее» (фр. Un brillant avenir)
- 2009 — Жан-Мишель Генассия, «Клуб неисправимых оптимистов» (фр. Le Club des incorrigibles optimistes)
- 2010 — Матьяс Энар, «Расскажи им о битвах, королях и слонах» (фр. Parle-leur de batailles, de rois et d'éléphants)
- 2011 — Кароль Мартинес, «Из области шёпота» (фр. Du domaine des Murmures)
- 2012 — Жоэль Диккер, «Правда о деле Гарри Квеберта» (фр. The Truth About the Harry Quebert Affair)
- 2013 — Сорж Шаландон, «Четвёртая стена» (фр. Le Quatrième Mur)
- 2014 — Давид Фонкинос, «Шарлотта» (фр. Charlotte)
- 2015 — Дельфин де Виган, «Основано на реальных событиях» (фр. D'après une histoire vraie)
- 2016 — Гаэль Фай, «Маленькая страна» (фр. Petit Pays)
- 2017 — Алиса Зенитер, «Искусство терять» (фр. L'Art de perdre)
- 2018 — Давид Диоп, «Родственная душа» (фр. Frère d'âme)
- 2019 — Карин Тюиль, «Дела житейские» (фр. Les Choses humaines)
- 2020 — Джаили Амаду Амаль, «Нетерпеливые» (фр. Les Impatientes)
- 2021 — Клара Дюпон-Моно, «Приспособиться» (фр. S'adapter)
- 2022 — Сабил Гуссуб, «Бейрут-на-Сене» (фр. Beyrouth-sur-Seine)